# Dinicotinsäure
Dinicotinsäure (Pyridin-3,5-dicarbonsäure) ist eine organische Verbindung, die zu den Heterocyclen (genauer: Heteroaromaten) zählt. Sie gehört zur Gruppe der Pyridindicarbonsäuren und besteht aus einem Pyridinring, der zwei Carboxygruppen in 3- und 5-Position trägt. Der Name leitet sich von der Nicotinsäure (Pyridin-3-carbonsäure) ab, die am Pyridinring nur eine Carboxygruppe in 3-Position trägt.

## Gewinnung und Darstellung
Die Verbindung bildet sich beim Erhitzen von Pyridintetracarbonsäure oder Carbodinicotinsäure.

## Eigenschaften

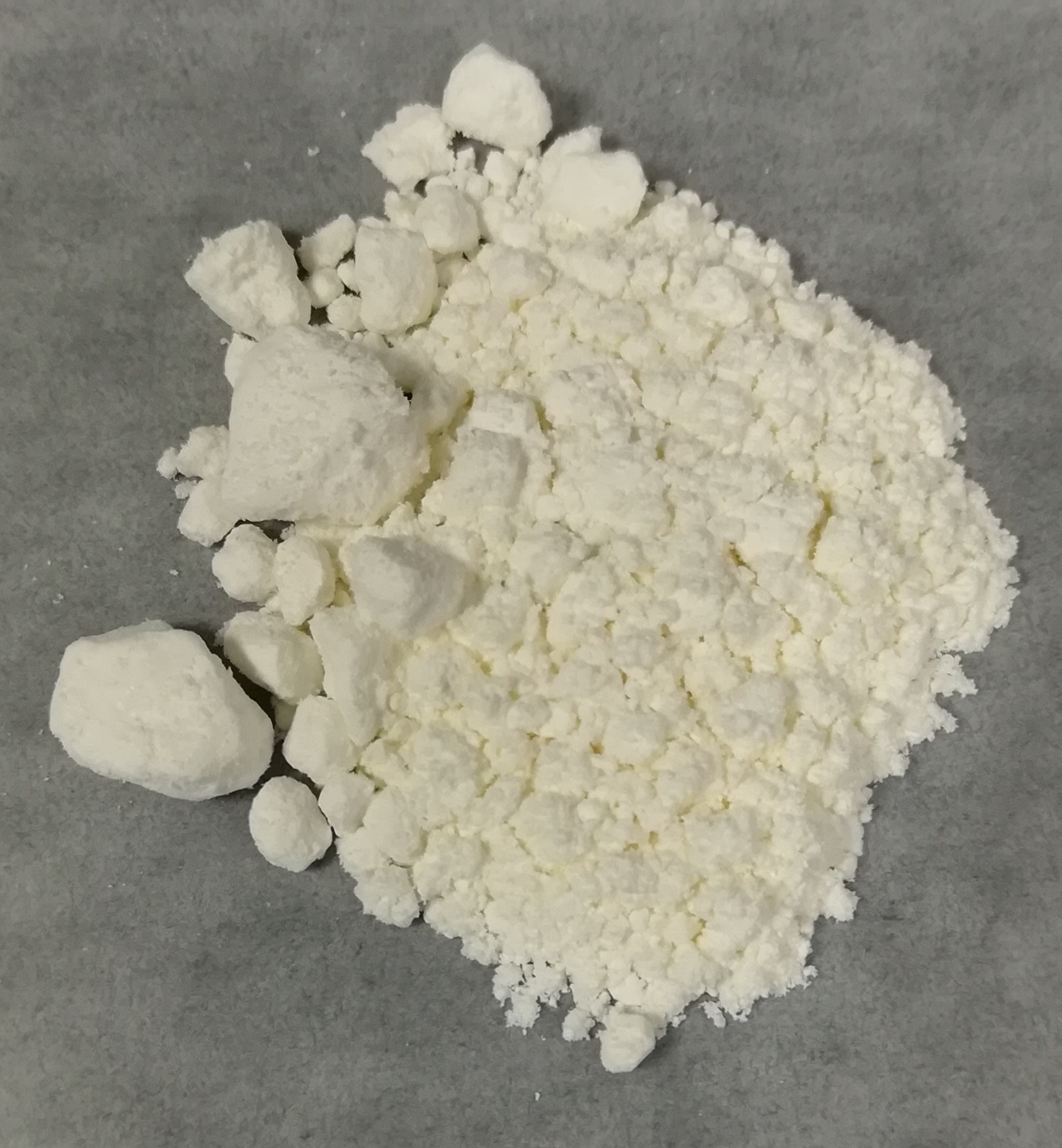
Dinicotinsäure

Dinicotinsäure ist in Wasser und Ether wenig löslich. Sie schmilzt bei 323 °C und besitzt damit den höchsten Schmelzpunkt aller Pyridindicarbonsäuren. Beim Schmelzen decarboxyliert sie und zersetzt sich zu Nicotinsäure:
Die Verbindung besitzt eine monokline Kristallstruktur mit der Raumgruppe P21/c (Raumgruppen-Nr. 14).